# Mexikansk-amerikanska kriget
Mexikansk–amerikanska kriget eller mexikanska kriget hade sin bakgrund i de expansiva territoriella ambitioner som USA via sitt sändebud Joel R. Poinsett framlade till den mexikanska regeringen redan 1822. Ytterligare en konflikt uppstod mellan Texas och Mexiko på grund av att slavägandet hade avskaffats i landet 1824. Texas frigjorde sig från Mexiko med hjälp av frivilliga från USA och bildade Republiken Texas 1836, bland annat med syftet att behålla rätten att ha slavar. År 1845 blev Texas en del av USA. USA försökte köpa sig land av Mexiko men utan framgång. USA ansåg att Rio Grande skulle utgöra gränsen mellan delstaten Texas och Mexiko medan Mexiko ansåg att gränsen skulle dras vid Rio Nueces. 1846 tog USA ett gränsintermezzo i den omstridda regionen (La Mesilla) som förevändning att förklara krig mot Mexiko.

## Kriget
USA:s president James K. Polk gav general Zachary Taylor order att sätta trupper mellan de båda floderna och Mexiko krävde en reträtt. Striderna började då mexikanerna fångade en amerikansk budbärare 24 april 1846. Mexikanska trupper började beskjuta Fort Brown 3–9 maj 1846 och gränsstrider bröt ut i slaget vid Palo Alto och slaget vid Resaca de la Palma. President Polk gick då till kongressen och krävde en krigsförklaring mot Mexiko. USA förklarade krig mot Mexiko 13 maj 1846 och Mexiko förklarade officiellt krig mot USA 23 maj samma år.
USA började att invadera Mexiko på flera fronter. Flottan skickade general John D. Sloat till Kalifornien (Alta California), general Stephen W. Kearny intog staden Santa Fe i New Mexico och Robert F. Stockton intog städerna Los Angeles och San Diego.
General Zachary Taylor tog huvudstyrkan över Rio Grande för att gå in i hjärtat av Mexiko och vann slaget vid Monterrey. Mexikos president Antonio López de Santa Anna gick personligen norrut för möta invasionsstyrkan och han mötte Taylor i slaget vid Buena Vista 22 februari 1847 som Mexiko förlorade. General Winfield Scott ledde nästa amerikanska invasionsstyrka och påbörjade ett anfall från havet mot staden Veracruz vilket ledde till belägringen av Veracruz. Han marscherade sedan vidare mot Mexikos huvudstad Ciudad de México. Efter att ha vunnit slaget vid Cerro Gordo och slaget vid Chapultepec intog han Mexikos huvudstad.
Freden i Guadalupe Hidalgo gjorde slut på kriget 2 februari 1848.

## Resultat

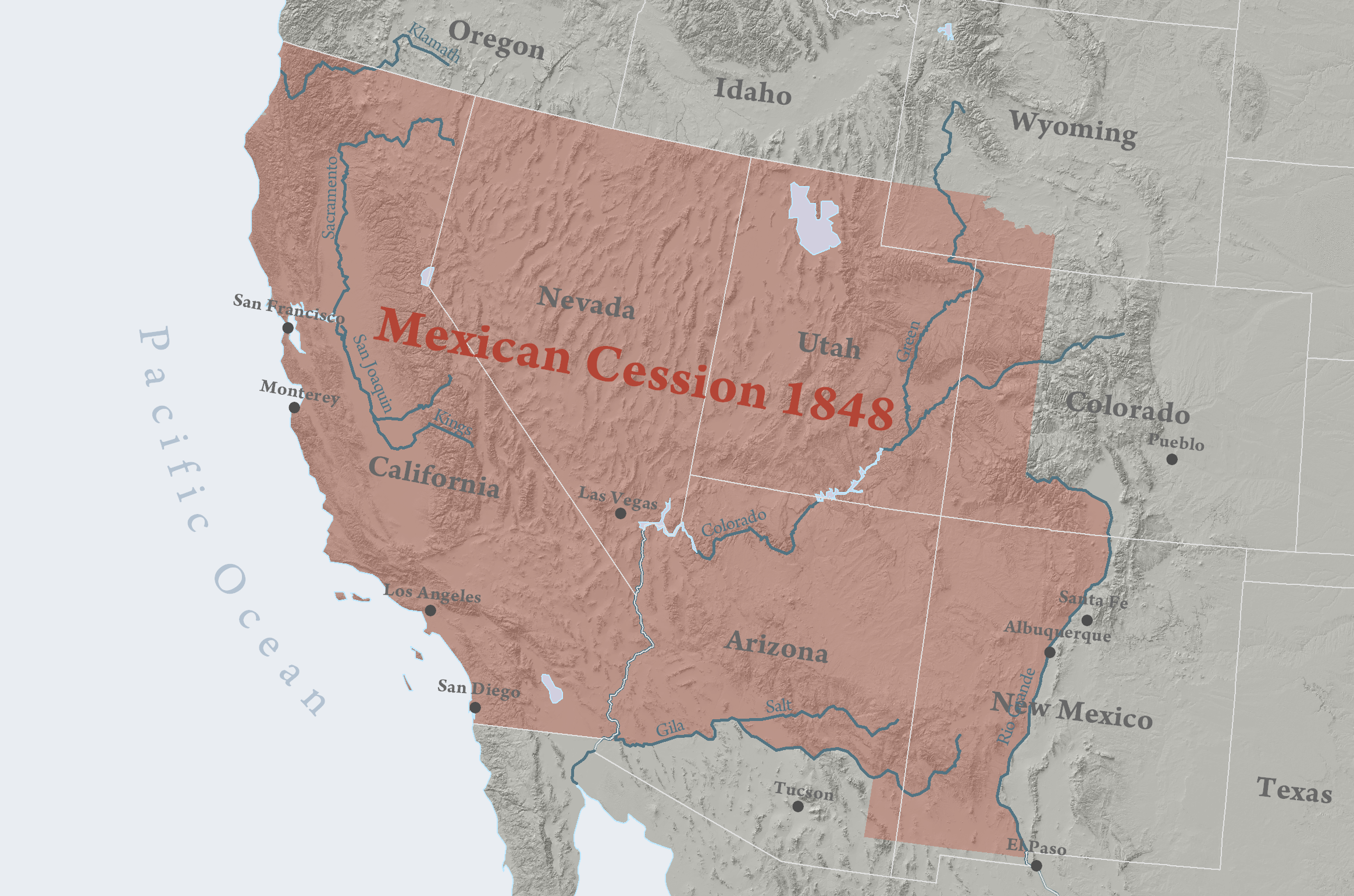
Mexikanska landavträdelser som resultat av mexikanska kriget.

Mexiko förlorade 55 % av sitt territorium (ungefär de nuvarande staterna Kalifornien, Nevada, Utah, Arizona och New Mexico, totalt 2 400 000 km²) och i landet spred sig en bitterhet mot USA. Mexikos president Antonio López de Santa Anna tvingades i landsflykt.
I USA blev Zachary Taylor nationalhjälte och efter valet 1848 blev han president. Trots detta rådde i USA delade meningar om kriget där det i nord ansågs vara ett sätt för syd att slippa slavfrågan. I söder sågs kriget som ett frihetskrig och balansen mellan nord och syd var därmed rubbad. Enligt Missourikompromissen 1820 som innebar att i delstater norr om 36:e breddgraden, undantaget Missouri, skulle slaveriet vara förbjudet. De nya staterna som kom med i USA efter kriget hade dock inte skrivit på kompromissen vilket innebar att då slavfrågan åter dök upp kunde en kompromiss inte nås.
Många av de amerikanska officerare som slogs sida vid sida och även var vänner privat, skulle bara några år senare bli fiender i amerikanska inbördeskriget. Bland dessa fanns Ulysses S. Grant, Ambrose E. Burnside, Stonewall Jackson, George E. Meade, Robert E. Lee, James Longstreet samt Jefferson Davis, den sistnämnde Amerikas konfedererade staters president.

## Arméerna

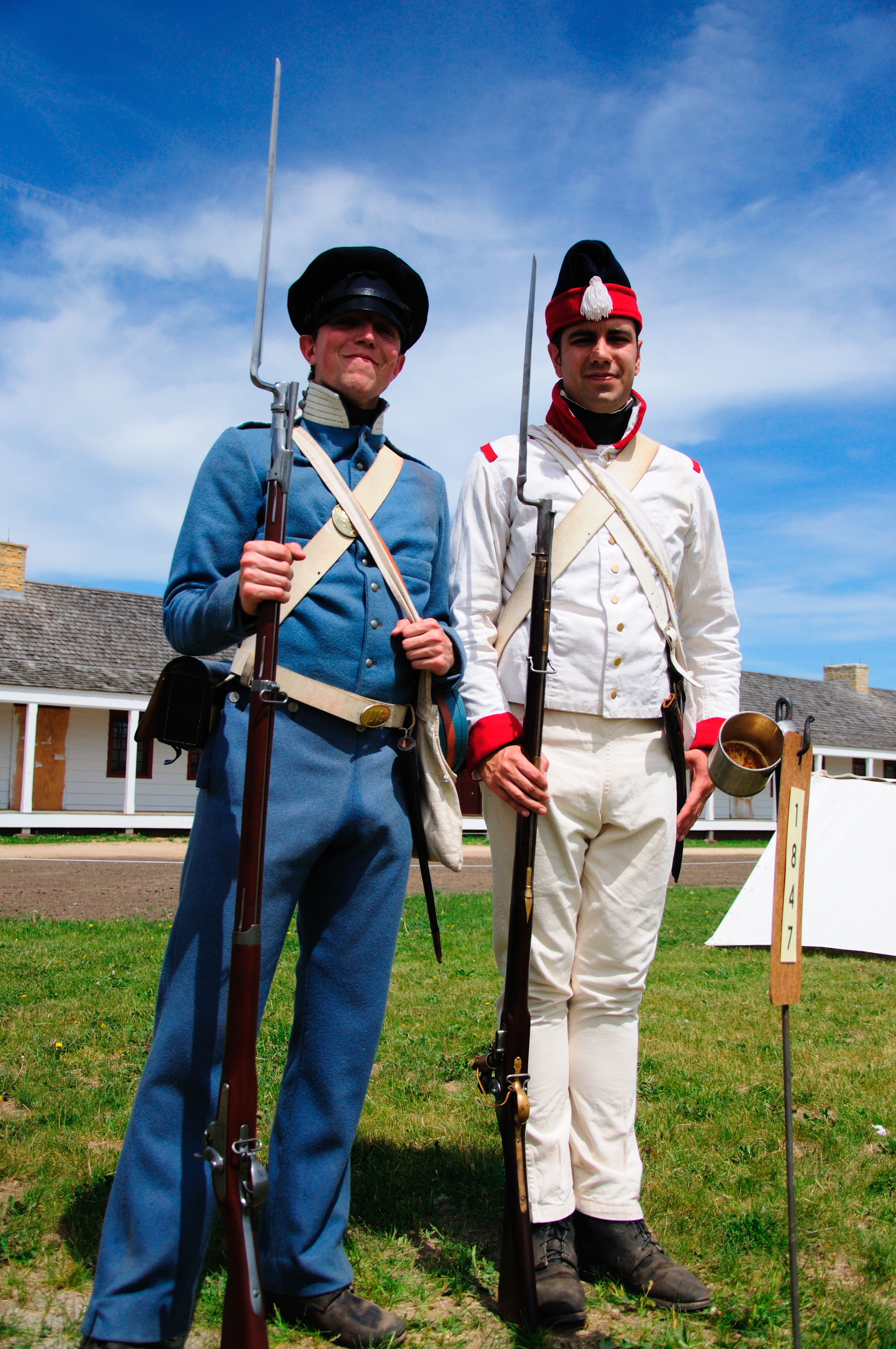
Uniformer för amerikanska (till vänster) och mexikanska soldater (till höger). Modernt historiskt återskapande.

### Amerikanska armén
Den fredstida amerikanska armén uppgick till cirka 7 000 man. Under kriget värvades ca 16 000 nya soldater till den reguljära arméns ordinarie regementen och cirka 11 000 till dess temporära krigsregementen. 73 000 krigsfrivilliga i egna förband (U.S. Volunteers) rekryterades genom delstaterna. Av dessa kom 59 000 man att tjänstgöra i Mexiko. Resten var korttidsenrollerade som aldrig hann lämna Förenta Staterna.

#### Organisation
Förband från den fredstida reguljära armén som tjänstgjorde i Mexiko:
- 8 infanteriregementen
- 3 kavalleriregementen
- 4 artilleriregementen

Temporära förband från den reguljära armén (1 års värvningsperiod):
- 9 infanteriregementen
- 1 kavalleriregemente

Krigsfrivilliga organiserade av delstaterna:
- 119 bataljoner och regementen från 28 delstater.[5]

#### Personal

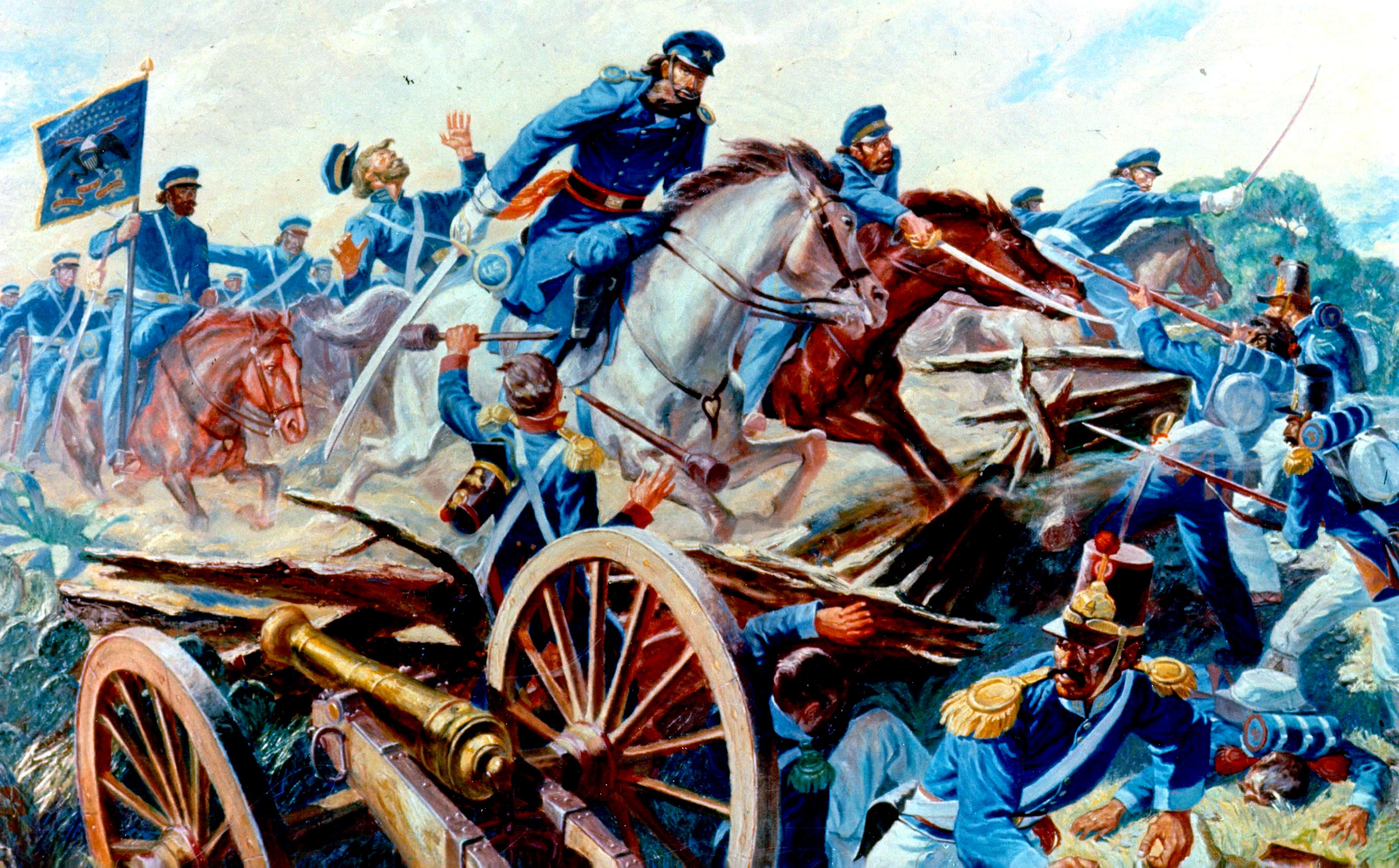
Amerikanskt kavalleri anfaller under slaget vid Resaca de la Palma.

Den reguljära amerikanska armén bestod av officerare utbildade vid krigsskolan West Point och värvade soldater från samhällets lägsta klasser, med en mycket hög andel invandrare. Det fanns hos den stora allmänheten en djup misstro mot den reguljära armén med dess "aristokratiska" officerskår och dess "utländska legoknektar". Det fanns ett demokratiskt etos, som sade att den bästa armén bestod av vanliga medborgare som vid krig frivilligt tog upp vapen för sitt land som en medborgerlig och patriotisk plikt. De som gick ut som frivilliga i mexikansk–amerikanska kriget uttryckte detta etos i praktisk handling. Krigsfrivilligförbanden var också till sin sammansättning helt annorlunda än den reguljära armén. De bestod av lokalt rekryterade medborgarsoldater där vänner, grannar och släktingar kunde tjänstgöra i samma förband, medan officerarna ofta tillsattes genom manskapets val. De kom oftast från medelklassen och såg ned på de uniformerade proletärerna i den reguljära armén.
Under kriget fanns det djupa spänningar mellan den reguljära armén och de frivilliga förbanden. De reguljära officerarna menade att de frivilliga var ansvarslösa och utan disciplin, som genom bristande ordning förstörde sin utrustning och gjorde sig själva sjuka. De frivilliga å sin sida, ansåg att den reguljära armén bestod av militärmaskiner som inte kunde tänka själv. George B. McClellan uttryckte sin motvilja mot alla frivilliga officerare som hade högre grad än han själv och fick under mexikansk–amerikanska kriget en avsmak för frivilliga soldater och officerare, särskilt för politiker som han ansåg inte bry sig det minsta om disciplin eller utbildning. De frivilliga officerarna å sin sida, menade att den reguljära officerskåren satte sig på höga hästar och höll sig på avstånd från sina frivilliga kamrater. Arméns ledning och förvaltning låg i de reguljäras händer, menade man, och de frivilliga fick aldrig rättvisa eller erkännande. Den reguljära arméns soldater tog ibland hämnd på arroganta och tyranniska officerare genom att skjuta ner dem i skydd av stridens hetta. De frivilliga såg med fasa på de kroppstraff som utdömdes i den reguljära armén och vägrade själva ofta att underkasta sig bestraffningar eller lyda order som de inte gillade.

### Mexikanska armén
Den mexikanska arméns fredstida styrka var ca 32 000 man. Den steg under kriget till ca 50 000 man.

#### Organisation
Den fredstida mexikanska armén bestod 1846 av ca 19 000 man reguljära trupper (permanentes).
- 12 infanteriregementen
- 8 kavalleriregementen
- 1 dragonbrigad
- 3 artilleribrigader
- 1 ingenjörsbataljon

Vid sin sida hade den permanenta armén, den aktiva milisen (activos) om ca 11 000 man. Den aktiva milisen skulle i teorin endast mobiliseras vid krig, men i praktiken var den ständigt tjänstgörande även i fredstid. Den aktiva milisen stod under befäl av officerare från den reguljära armén.
- 9 infanteriregementen
- 6 kavalleriregementen

Dessutom fanns det ytterligare cirka 1 200 man dragones de cuera vid den norra indiangränsen.

#### Personal

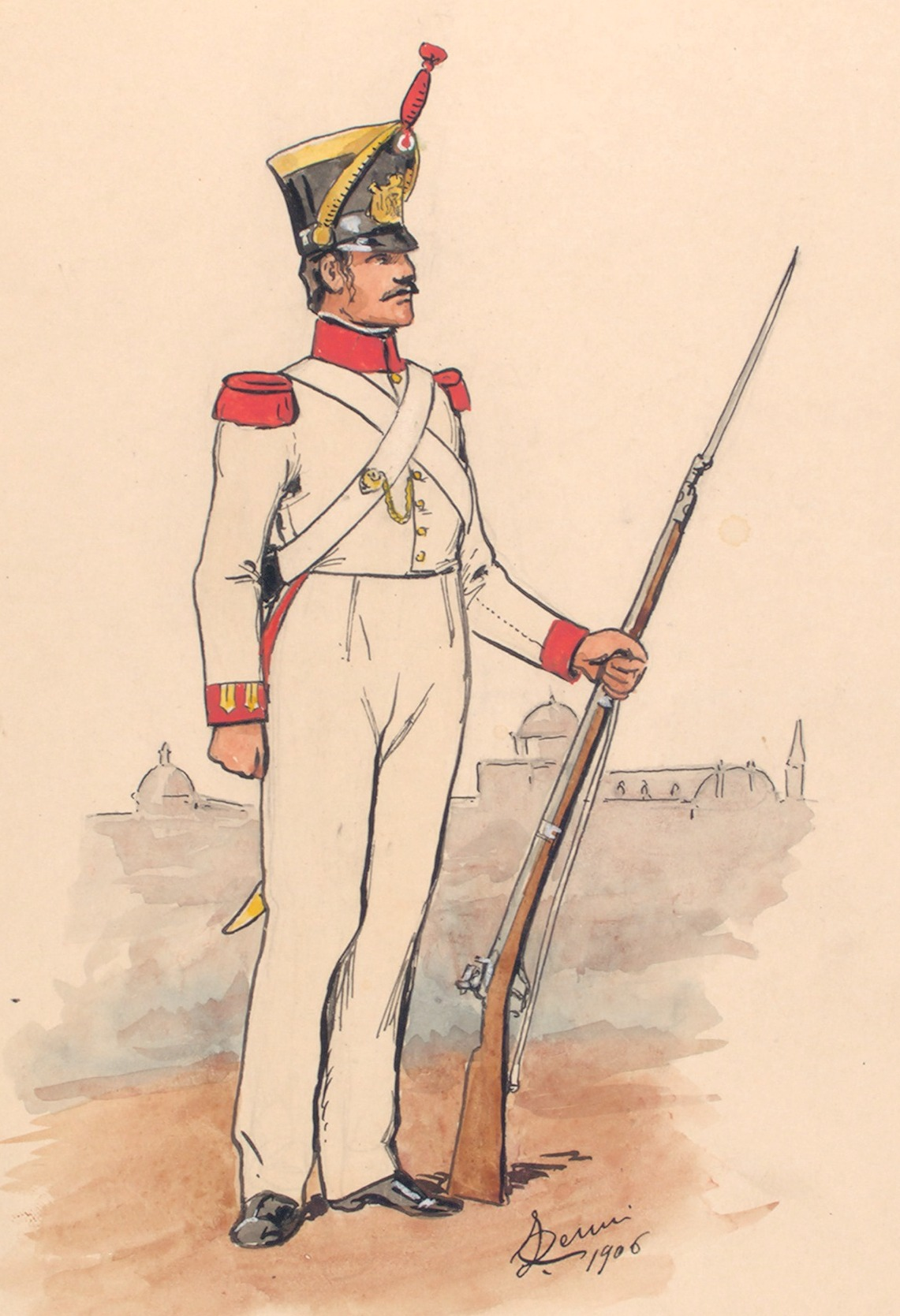
Mexikansk infanterist 1847.

Den mexikanska armén var vid krigsutbrottet 1846, i dåligt skick. Utrustning och beklädnad var ytterst bristfällig och infanteriet var fortfarande beväpnat med musköter från 1810-talet. Arméns stridstaktik hade dessutom inte förändrats sedan den spanska tiden. Manskapet bestod huvudsakligen av bönder som antingen var utskrivna eller tvångsvärvade. Utskrivningen skedde genom lottdragning bland de värnpliktiga, som i princip omfattade alla ogifta eller barnlösa män mellan 18 och 40 års ålder. Undantagen var dock många och det var lätt att muta sig till frisedel. Följaktligen bestod arméns meniga soldater nästan bara av fattiga peoner. Den obligatoriska tjänstgöringstiden var sex år. Klyftan mellan manskapet och officerarna var mycket stor. Officerskåren bestod till stor del av aristokrater, som hade föga intresse av soldaternas liv eller välfärd. Som en konsekvens så var soldaterna ofta utsatta för misskötsel och övervåld av officerskåren, som inte sällan försnillade deras löner. Därför deserterade många soldater, medan andra plundrade civilbefolkningen för att få något att leva av. Vad som framförallt kännetecknade den mexikanska armén var den stora mängden kvinnor, soldaderas (hustrur eller fästmör till de meniga soldaterna), många med barn i släptåg, som under marschen åtföljde trupperna. Det var soldaderas som i praktiken ansvarade för arméns underhållstjänst och genom sina insatser kompenserade för bristerna i den mexikanska arméns logistiska organisation.